# Arrondissement di Cambrai
L'arrondissement di Cambrai è una suddivisione amministrativa francese, situata nel dipartimento del Nord e nella regione dell'Alta Francia.

## Composizione
L'arrondissement di Cambrai raggruppa 117 comuni in 7 cantoni:
- Cantone di Cambrai-Est, che comprende 14 comuni:
  - Awoingt, Cagnoncles, Cambrai, Cauroir, Escaudœuvres, Estrun, Eswars, Iwuy, Naves, Niergnies, Ramillies, Séranvillers-Forenville, Thun-l'Évêque e Thun-Saint-Martin
- Cantone di Cambrai-Ovest, che comprende 17 comuni:
  - Abancourt, Aubencheul-au-Bac, Bantigny, Blécourt, Cambrai, Cuvillers, Fontaine-Notre-Dame, Fressies, Haynecourt, Hem-Lenglet, Neuville-Saint-Rémy, Paillencourt, Proville, Raillencourt-Sainte-Olle, Sailly-lez-Cambrai, Sancourt e Tilloy-lez-Cambrai
- Cantone di Carnières, che comprende 15 comuni:
  - Avesnes-les-Aubert, Beauvois-en-Cambrésis, Béthencourt, Bévillers, Boussières-en-Cambrésis, Carnières, Cattenières, Estourmel, Fontaine-au-Pire, Quiévy, Rieux-en-Cambrésis, Saint-Aubert, Saint-Hilaire-lez-Cambrai, Villers-en-Cauchies e Wambaix
- Cantone di Le Cateau-Cambrésis, che comprende 18 comuni:
  - Bazuel, Beaumont-en-Cambrésis, Catillon-sur-Sambre, Honnechy, Inchy, La Groise, Le Cateau-Cambrésis, Maurois, Mazinghien, Montay, Neuvilly, Ors, Pommereuil, Rejet-de-Beaulieu, Reumont, Saint-Benin, Saint-Souplet e Troisvilles
- Cantone di Clary, che comprende 15 comuni:
  - Bertry, Busigny, Caudry, Caullery, Clary, Dehéries, Élincourt, Esnes, Haucourt-en-Cambrésis, Ligny-en-Cambrésis, Malincourt, Maretz, Montigny-en-Cambrésis, Villers-Outréaux e Walincourt-Selvigny
- Cantone di Marcoing, che comprende 21 comuni:
  - Anneux, Banteux, Bantouzelle, Boursies, Cantaing-sur-Escaut, Crèvecœur-sur-l'Escaut, Doignies, Flesquières, Gonnelieu, Gouzeaucourt, Honnecourt-sur-Escaut, Les Rues-des-Vignes, Lesdain, Marcoing, Masnières, Mœuvres, Noyelles-sur-Escaut, Ribécourt-la-Tour, Rumilly-en-Cambrésis, Villers-Guislain e Villers-Plouich
- Cantone di Solesmes, che comprende 17 comuni:
  - Beaurain, Bermerain, Briastre, Capelle, Escarmain, Haussy, Montrécourt, Romeries, Saint-Martin-sur-Écaillon, Saint-Python, Saint-Vaast-en-Cambrésis, Saulzoir, Solesmes, Sommaing, Vendegies-sur-Écaillon, Vertain e Viesly